# Aleksander Ivanovič Marinesko
Aleksander Ivanovič Marinesko (rusko Александр Иванович Маринеско), ruski (sovjetski) pomorski častnik in heroj Sovjetske zveze, * 15. januar 1913, Odesa,  † 25. november 1963, Leningrad.
Marinesko je najbolj znan kot kapitan sovjetske podmornice S-13, ki je 30. januarja 1945 potopila nemško potniško ladjo Wilhelm Gustloff, ki je do danes najhujša pomorska katastrofa vseh časov, ter kot najuspešnejši sovjetski podmorničar po tonaži (potopil je 42.000 BRT).

## Odlikovanja
- heroj Sovjetske zveze (1990; posmrtno)
- red rdeče zastave (1945)